# Zhuchengosaurus
Zhuchengosaurus – rodzaj ornitopoda z rodziny hadrozaurów (Hadrosauridae). Jego nazwa oznacza „jaszczur z Zhucheng”. Obejmuje jeden gatunek – Zhuchengosaurus maximus. Może być młodszym synonimem gatunku Shantungosaurus giganteus.
W kredowych (sprzed około 100 mln lat) osadach w okolicach miasta Zhucheng w chińskiej prowincji Szantung odnaleziono szczątki kilku osobników – kości czaszki i kończyn oraz kręgi. Na ich podstawie długość dorosłego dinozaura oszacowano na 16,6 m, a wysokość na 9,1 m, co czyni Zhuchengosaurus największym znanym hadrozaurem.